# Statue équestre de Skanderbeg
La Statue équestre de Skanderbeg est une sculpture de l'artiste albanais Odhise Paskali inaugurée en 1968 à Tirana, en Albanie.
Située sur la place Skanderbeg, elle représente Skanderbeg (1405–1468), une des grandes figures de la résistance albanaise contre les Ottomans, et fut inaugurée en 1968 lors du 500e anniversaire de sa mort.

## Galerie

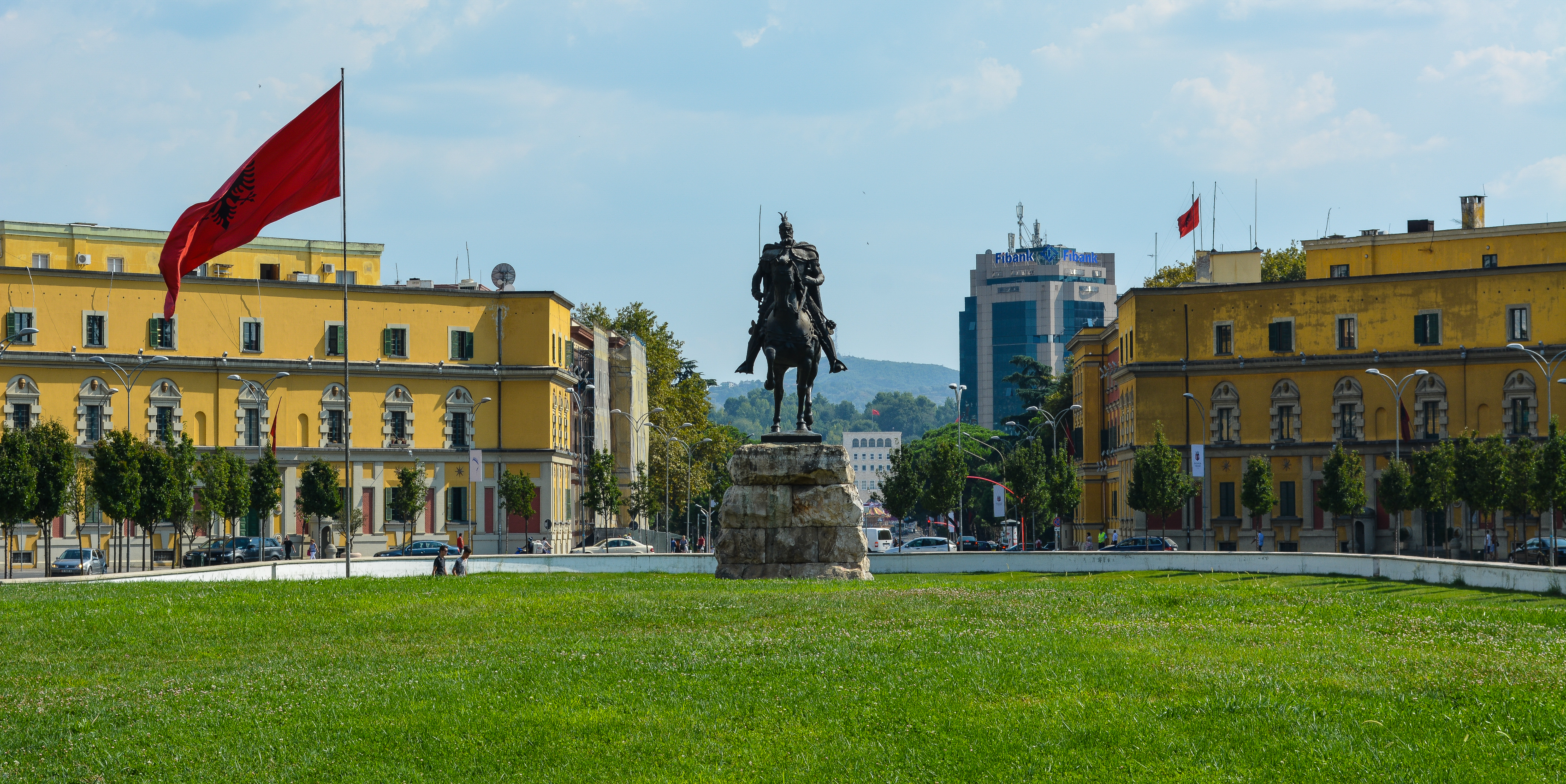
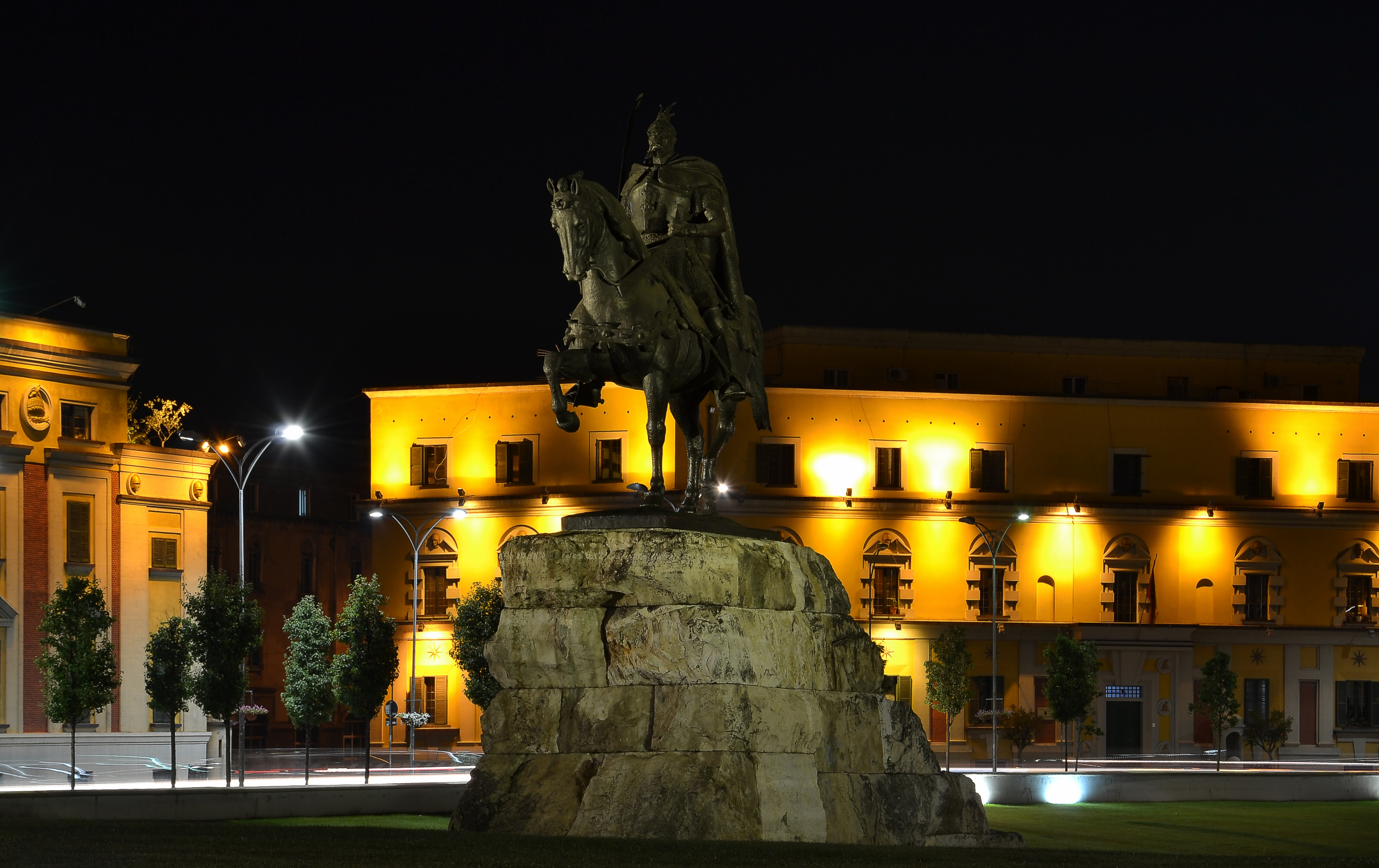
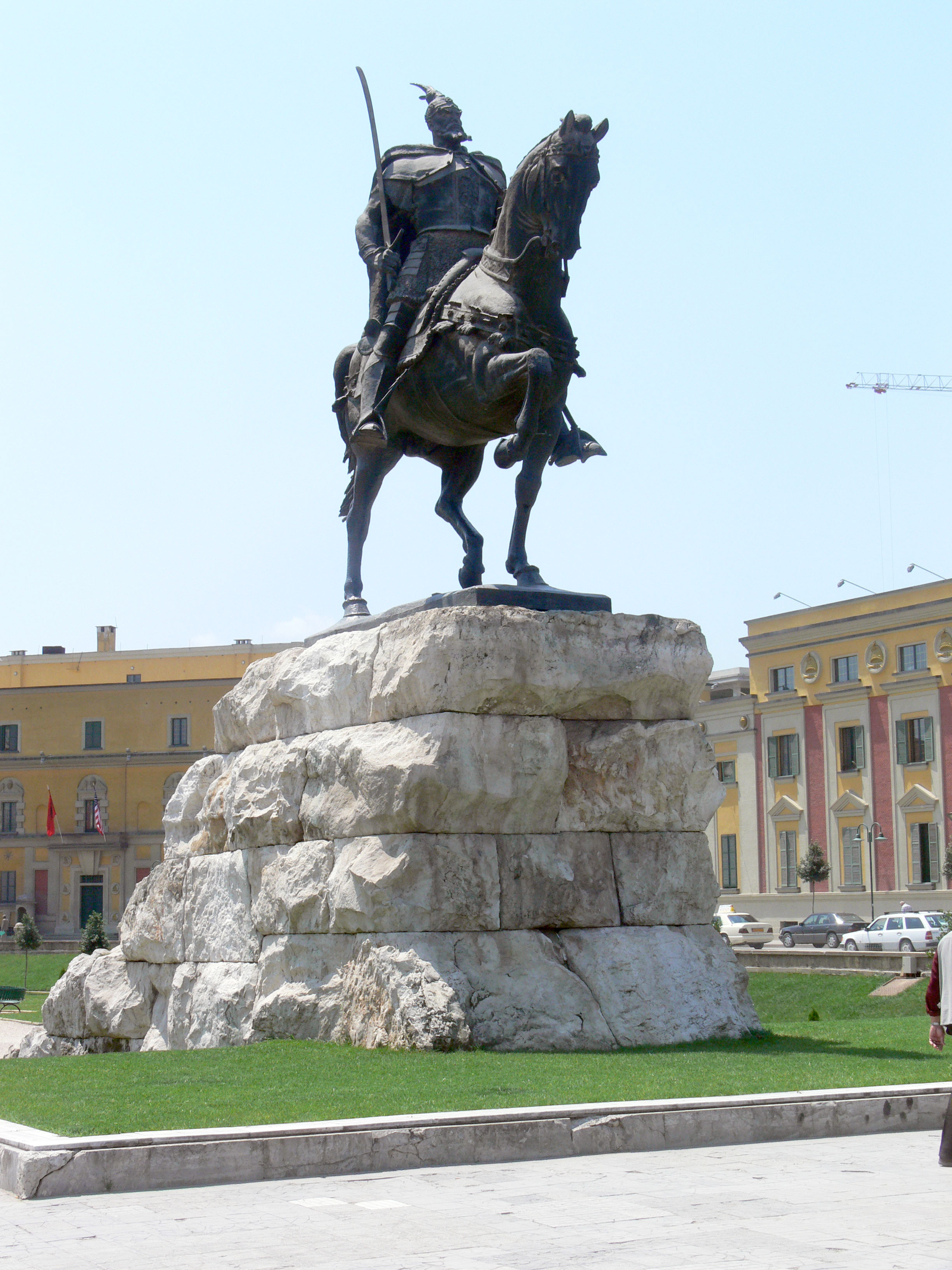
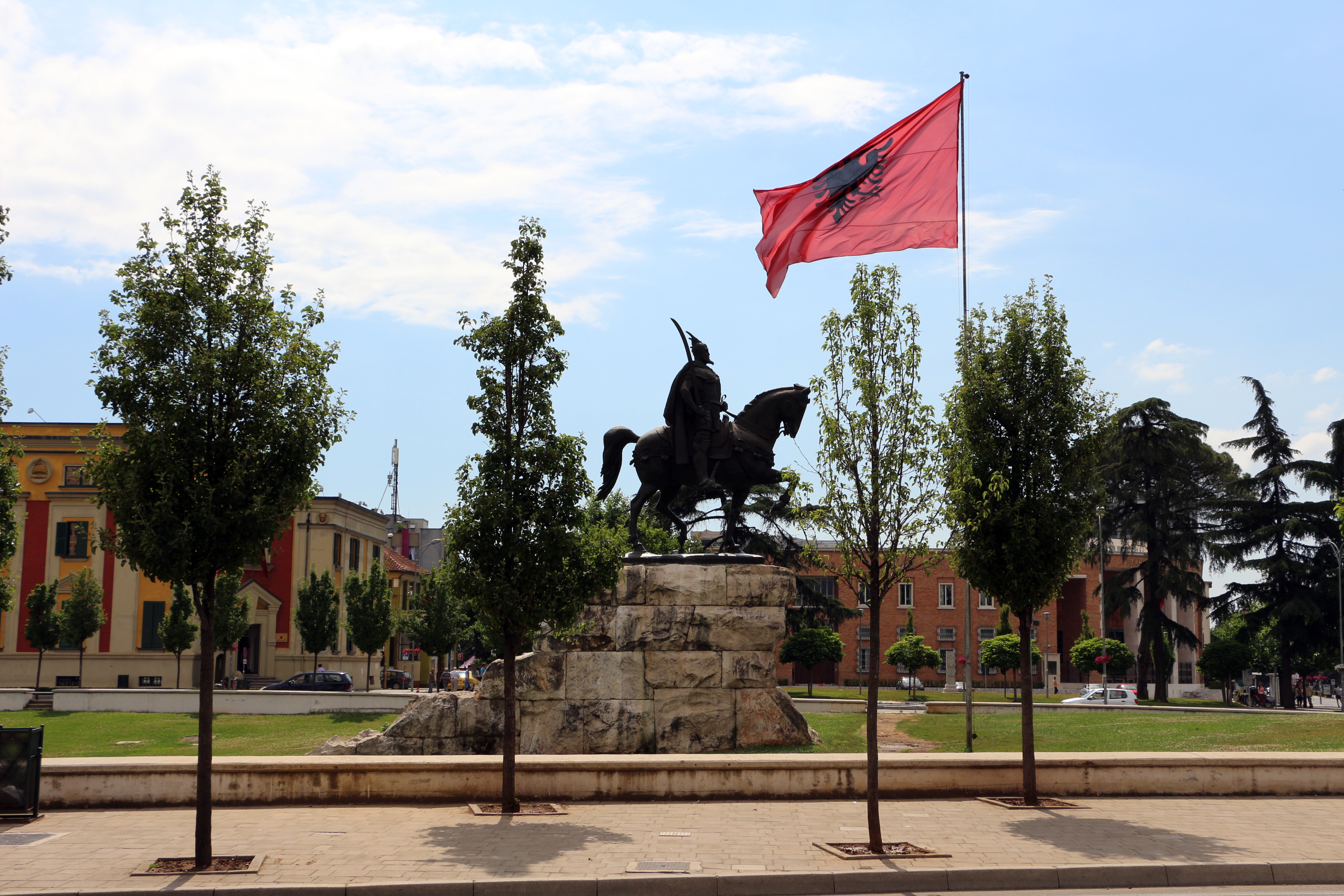